# Зеленогорск (Марий Эл)
Зеленогорск — посёлок в Моркинском районе Республики Марий Эл Российской Федерации. Административный центр Зеленогорского сельского поселения.

## География
Посёлок находится в восточной части республики, в зоне хвойно-широколиственных лесов, к западу от автодороги 88К-021.

### Климат
Климат характеризуется как умеренно континентальный, с умеренно холодной снежной зимой и относительно тёплым летом. Среднегодовая температура воздуха — 2,3 °С. Средняя температура воздуха самого тёплого месяца (июля) — 18,2 °C (абсолютный максимум — 38 °C); самого холодного (января) — −13,7 °C (абсолютный минимум — −47 °C). Безморозный период длится с середины мая до середины сентября. Среднегодовое количество атмосферных осадков составляет 491 мм.

## Топоним
Современное название с 1951 года и топоним передаёт характер местности посёлка — с двух сторон дороги росли деревья.
Первоначально официально именовался Лесоучасток 52-й километр Юшутской железнодорожной ветки.

## История
Возник как поселение при лесопункте, образованном в составе Моркинского лестранхоза треста «Маритранлес» для заготовки и переработки спецсортиментов.
До 1963 года по административному делению посёлок Зеленогорск входил в состав Весьшургинского сельского совета. 7 июня 1963 года образовался Зеленогорский сельсовет.
К 1969 году возглавлял Зеленогорский сельсовет.

## Население
| 2010 | 2011  | 2012  | 2013  | 2014 | 2015 |
| ---- | ----- | ----- | ----- | ---- | ---- |
| 1062 | ↘1056 | ↘1027 | ↘1005 | ↘994 | ↘949 |
| 2016 | 2017  | 2018  | 2019  | 2020 | 2021 |
| ↘938 | ↘928  | ↘916  | ↘895  | ↘863 | ↘859 |
| 2023 |       |       |       |      |      |
| ↘840 |       |       |       |      |      |

### Национальный и гендерный состав
Согласно результатам переписи 2002 года, в национальной структуре населения марийцы составляли 54 % из 1174 чел..
В 2004 году на 443 дворах проживали 1308 человек.
В 2018 году в посёлке находилось 400 дворов, большинство жителей — марийцы.

## Инфраструктура
Жители пользуются колодезной и водопроводной водой и привозным газом.
Жители, по данным на 2004 год, работают в Зеленогорском лесхозе, ООО «Инвест Форест», у частных предпринимателей, в средней школе, доме-интернате, на лесоразработках, Юшутском лесопромышленном предприятии, Зеленогорской нефтебазе ЗАО «Лукойл».
Ранее в посёлке вырабатывали авиабрус, палубный пиломатериал, лыжный брус и ружейные болванки.
К 2018 году расположены: Администрация Зеленогорского сельского поселения, МОУ «Зеленогорская средняя общеобразовательная школа», ГУ «Зеленогорский психоневрологический дом-интернат», врачебная амбулатория, Зеленогорский СК, хлебопекарня. Кроме того, на территории муниципального образования имеется 7 магазинов, почтовое отделение, Зеленогорская сельская библиотека, детский сад «Рябинушка», Зеленогорский участок Моркинского ТВК, работают 7 частных предпринимателей.

## Транспорт
Автостанция «Зеленогорск».
Ранее проходила Юшутская железнодорожная ветка (разобрана).